# WILD/Dr.
「WILD / Dr.」（ワイルド／ドクター）は、日本の元女性歌手、安室奈美恵の単独名義では35作目のシングル。

## 解説
前作から約1年ぶりとなるリリース。ベスト・アルバム『BEST FICTION』に続く2009年唯一のシングル。両A面シングルとしてのリリースは、「CAN'T SLEEP, CAN'T EAT, I'M SICK/人魚」以来（複数A面シングルを含むと「60s 70s 80s」に引き続く）。2曲とも自身出演のCMソングに起用された。
「WILD」の楽曲プロデュースは、お馴染みのT.Kura・michicoコンビに依頼。本人によると、『コカ・コーラ ゼロ』のキャンペーン・テーマである“WILD HEALTH”と、自身の考えていた方向性がマッチし、そのイメージから制作された。裏テーマは「少子化対策」としている。最初のデモはR&Bな感じだったという。
「Dr.」は、バレエ音楽『ボレロ』を素材にしたオペラパートや、こちらも「WILD」に続きエレクトロ・テクノ・R&Bなどをミクスチャーした曲。楽曲プロデュースは、お馴染みのNao'ymtが担当。
『プレミアム ヴィダルサスーン』（Fashion×Music×VSキャンペーン）のCMソングであり、同キャンペーンのタイアップは5曲目となった。
CMのテーマである“ブルジョワ・ゴージャス”に沿い、自身の提案によりオペラパートが導入された。タイトルや曲の世界観は、映画『バック・トゥ・ザ・フューチャー』からヒントを得ている。ミュージック・ビデオは、自身初となるフルアニメーションになっており、“時空を超えて「世界平和」のメッセージを伝える”というストーリーのSF作品。
オリコンでは、2作連続通算11作目の首位を獲得し、自身の持つシングルトップ10連続獲得年数記録（女性アーティスト部門）を15年に更新した。

## 収録曲

### CD
1. WILD
作詞：michico
作曲：T.Kura, michico
編曲：T.Kura
日本コカ・コーラ『コカ・コーラ ゼロ』TV CMソング
2. Dr.
作詞・作曲・編曲：Nao'ymt
P&G『プレミアム ヴィダルサスーン』Fashion×Music×VSキャンペーンソング
3. WILD (Instrumental)
4. Dr. (Instrumental）

### DVD
1. WILD (Music Video)
ディレクター：Caviar / 振付：TETSUHARU
2. Dr. (Music Video)
ディレクター：水崎淳平（神風動画）、佐藤秀一、清水康彦